# Cantón de Delme
El cantón de Delme era una división administrativa francesa, que estaba situada en el departamento de Mosela y la región de Lorena.

## Composición
El cantón estaba formado por treinta y cinco comunas:
- Ajoncourt
- Alaincourt-la-Côte
- Aulnois-sur-Seille
- Bacourt
- Baudrecourt
- Bréhain
- Château-Bréhain
- Chenois
- Chicourt
- Craincourt
- Delme
- Donjeux
- Fonteny
- Fossieux
- Frémery
- Hannocourt
- Jallaucourt
- Juville
- Laneuveville-en-Saulnois
- Lemoncourt
- Lesse
- Liocourt
- Lucy
- Malaucourt-sur-Seille
- Marthille
- Morville-sur-Nied
- Oriocourt
- Oron
- Prévocourt
- Puzieux
- Saint-Epvre
- Tincry
- Villers-sur-Nied
- Viviers
- Xocourt

## Supresión del cantón de Delme
En aplicación del Decreto nº 2014-183 de 18 de febrero de 2014, el cantón de Delme fue suprimido el 22 de marzo de 2015 y sus 35 comunas pasaron a formar parte del nuevo cantón de Le Saulnois.